# Katharina Trebitsch
Katharina M. Trebitsch (* 25. Oktober 1949 in Hamburg) ist eine deutsche Fernsehproduzentin.

## Leben
Die Tochter des Hamburger Film- und Fernsehproduzenten Gyula Trebitsch und seiner Frau, der Kostümbildnerin Erna Sander, besuchte von 1964 bis 1970 ein Gymnasium in Hamburg-Farmsen. 1967/68 war sie als Austauschschülerin in London. Von 1970 bis 1975 studierte sie in München Jura, ein Studienaufenthalt führte sie 1976/77 nach Mexiko. Zurück in Hamburg, begann Katharina Trebitsch 1977 ein Referendariat. Diese Zeit beendete sie mit dem zweiten juristischen Staatsexamen.
1980 stieg Katharina Trebitsch als Produzentin in das Fernsehgeschäft ein. Mit der Objectiv Film GmbH, die seit 1985 zur Trebitsch Produktion Holding (TPH) gehörte, gründete Katharina Trebitsch als Geschäftsführende Gesellschafterin in ihrer Heimatstadt ihre erste eigene Produktionsfirma. Für eine ihrer ersten Produktionen, Es gibt noch Haselnußsträucher, konnte sie 1982 den 80-jährigen Heinz Rühmann gewinnen, der 1956 ihrem Vater mit Der Hauptmann von Köpenick sein Nachkriegs-Comeback verdankte. 1988 wurde Trebitsch Geschäftsführerin und Mitgesellschafterin von Die Zeit tv GmbH (bis 1996), 1989 gründete sie in Kapstadt die Produktionsfirma Two Oceans Production.
Rasch landete die Produzentin sowohl Publikums- als auch Kritikererfolge mit Trebitsch-Produktionen (Serien wie auch Einzelproduktionen) wie Die Bertinis, Diese Drombuschs und Mit Leib und Seele. 1991 übernahm die Ufa nahezu zwei Drittel der Anteile an der TPH, deren geschäftsführende Gesellschafterin und Vorsitzende der Geschäftsführung Trebitsch wurde.
Gelegentlich unternahm Katharina Trebitsch auch Ausflüge zum Kinofilm. Von ihr mitproduziert wurden beispielsweise 1999 die Verfilmung des Lebens von Marlene Dietrich (Marlene) und das Familiendrama Grüne Wüste. Im März 2004 stieg Trebitsch aus der TPH aus, blieb aber weiterhin als Fernsehproduzentin (für die am 1. April 2004 neu gegründete Trebitsch Entertainment GmbH) tätig. Ihre späten Produktionen lassen das gesellschaftliche Engagement manch ihrer frühen Arbeiten vermissen; stattdessen konzentrierte sich Katharina Trebitsch nahezu ausschließlich auf reine Unterhaltung und produziert vor allem an exotischen Drehorten entstandene Romanzen sowie Serienkrimis (Bella Block, Donna Leon, Commissario Laurenti).
Seit 2005 ist sie als Professorin für Filmregie und Filmproduktion an der Hamburg Media School (HMS) tätig. Dort ist sie nicht nur Dozentin, sie leitete bis Herbst 2007 auch den Studiengang Film an der HMS.

## Ehrenämter, Auszeichnungen und Ehrungen
Über ihre Produzentin- und Lehrtätigkeit hinaus war bzw. ist Katharina Trebitsch in einer Fülle von anderen Bereichen aktiv.
So war sie beispielsweise von 2000 bis 2008 Mitglied der Monopolkommission der Bundesregierung, im Aufsichtsrat der Deichtorhallen, Hamburg, im Kuratorium des Max-Planck-Instituts für ausländisches und internationales Privatrecht, Hamburg, im Beirat der Deutsche Bank AG im Vorstand des Kulturkreises der Deutschen Wirtschaft beim Bundesverband der Deutschen Industrie, Berlin, in der Versammlung Eines Ehrbaren Kaufmanns zu Hamburg e. V., Hamburg, in der Freitagsgesellschaft bei Alt-Bundeskanzler Helmut Schmidt, Hamburg, im Verein zur Verleihung des Hanns-Joachim-Friedrichs-Preises für Fernsehjournalismus, Hamburg, im Kuratorium des Übersee-Club e. V., Hamburg und im Kuratorium Deutsche Welthungerhilfe.
Außerdem war bzw. ist sie im Aufsichtsrat des Deutschen Schauspielhauses, im Aufsichtsrat des Thalia Theater, im Plenum der Handelskammer und im Ausschuss für Medien der Handelskammer, alles in Hamburg.
Katharina Trebitsch war in folgenden Jurys vertreten: Deutscher Drehbuchpreis beim Bundesminister des Innern von 1993 bis 1998, Deutscher Drehbuchpreis bei „Die Beauftragte der Bundesregierung für Kultur und Medien“ 1998–2001, Telestar 1997, Deutscher Preis für Medienpublizität (Grimme-Institut) 1997, Int. Emmy Cologne Conference, Vorauswahl 2002, Int. Emmy, Kategorie Final Jury 2003, Int. Emmy, Kategorie Drama Final Jury 2004 und Filmfest München.
1996 erhielt sie den Telestar in der Kategorie „beste Produzentin“, 1999 das Bundesverdienstkreuz.

## Sonstiges
Von 1964 bis 1973 war Katharina Trebitsch Mitglied der deutschen Golf-Nationalmannschaft und gewann auch mehrere Titel. Ihr Bruder ist der Fernsehproduzent Markus Trebitsch (* 1950).

## Filmografie
- 1983: Es gibt noch Haselnußsträucher
- 1988: Die Bertinis
- 1989: Mit Leib und Seele
- 1990: Marleneken
- 1991: Das größte Fest des Jahres – Weihnachten bei unseren Fernsehfamilien
- 1995: Bobo und die Hasenbande
- 1995: Tödliche Wahl
- 1997: Bella Block
- 1997: Alte Liebe, alte Sünde
- 1999: Grüne Wüste
- 2000: Die Wüstenrose
- 2000: Marlene
- 2000: Das Herz des Priesters
- 2000: Zugvögel der Liebe
- 2000–2006: Donna Leon
- 2002: Drei Frauen, ein Plan und die ganz große Kohle
- 2002: Mutter auf der Palme
- 2003: Das Licht von Afrika
- 2003: Das unbezähmbare Herz
- 2004: Das Konto
- 2004: Mit deinen Augen
- 2004: Die Quittung
- 2004: Geheimnis der Karibik
- 2006: Commissario Laurenti
  - 2006: Gib jedem seinen eigenen Tod
- 2006: Kampf um die Kinder – Afghanistan zwischen Krieg und Frieden (Dokumentarfilm)
- 2007: Fjorde der Sehnsucht
- 2008: Italien im Herzen
- 2009: Mein Leben – Marcel Reich-Ranicki
- 2010: Inspektor Barbarotti – Mensch ohne Hund
- 2011: Inspektor Barbarotti – Verachtung
- 2012: Das Millionen Rennen
- 2018: Keiner schiebt uns weg